# Dharchula Dehat
Dharchula Dehat is een census town in het district Pithoragarh van de Indiase staat Uttarakhand. 

## Demografie
Volgens de Indiase volkstelling van 2001 wonen er 3.738 mensen in Dharchula Dehat, waarvan 51% mannelijk en 49% vrouwelijk is. De plaats heeft een alfabetiseringsgraad van 64%. 